# 스타십 (밴드)

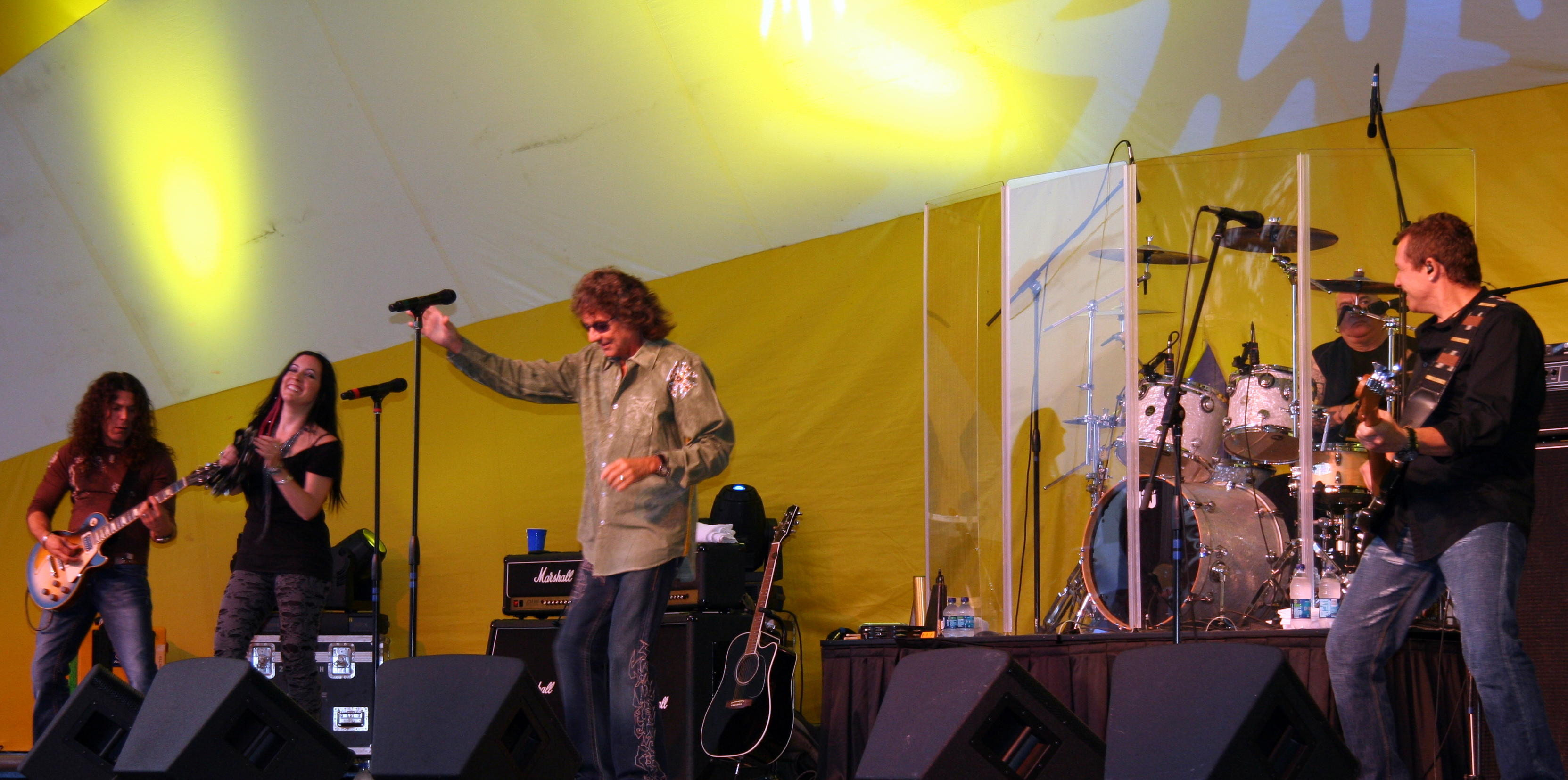
토머스가 주도하는
1992년 이후의 하드 록 밴드 스타십

스타십(Starship, 1992년 이후 흔히 토머스 스타십(Thomas Starship)이라고도 불림.)은 미국의 하드 록 음악 밴드이다. 제퍼슨 에어플레인(Jefferson Airplane)과 제퍼슨 스타십(Jefferson Starship)의 후신급 음악 밴드로 널리 잘 알려져 있다.

## 밴드 결성
스타십(Starship)은 제퍼슨 스타십(Jefferson Starship)에서 활동한 전력이 있는 가수 겸 기타리스트 미키 토머스(Mickey Thomas)와 제퍼슨 에어플레인(Jefferson Airplane)에서 활동한 전력이 있는 가수 그레이스 슬릭(Grace Slick)이 주축을 이루어 1984년을 기하여 미국 캘리포니아 주 샌 프란시스코에서 결성된 하드 록 음악 밴드이다.

## 데뷔 이력
이 음악 그룹의 1984년 데뷔 싱글 앨범 프로듀서는 제퍼슨 스타십에서 기타리스트 활약한 싱어송라이터 폴 캔트너(Paul Kantner)가 담당하였다.

## 유명세
하드 록 음악과 사이키델릭 록 음악을 주로 표방 연주하며 노래한 이 음악 밴드는 일반적으로 대한민국에서는 《We Built This City》라는 노래 작품과 《Nothing's Gonna Stop Us Now》라는 노래 작품이 각각 대중적으로 히트한 하드 록 음악 밴드로 널리 잘 알려져 있다.

## 히트곡과 빌보드 차트 기록 관련
《We Built This City》라는 노래 작품은 영국 남성 가수 겸 작사가 버니 토핀(Bernie Taupin)이 작사하고 미국 영구거주권자 신분의 오스트리아 남성 록 음악 키보디스트 겸 작곡가 페터 볼프(Peter Wolf)가 작곡한 노래 작품이며, 특히 《Nothing's Gonna Stop Us Now》라는 노래 작품은 영국에서 출생한 미국 남성 싱어송라이터 앨버트 해먼드(Albert Hammond)와 미국 여성 기타리스트 겸 작곡가 다이앤 워런(Diane Warren)이 공동 작사 및 작곡하여 스타십(Starship)이 받아 부른 작품이며 1987년 4월 4일에서부터 4월 11일까지 1주일간을 빌보드 차트 1위라는 기록을 남겼다.

## 같이 보기
- 제퍼슨 에어플레인
- 제퍼슨 스타십
- 로큰롤 명예의 전당
- 캔자스
- 시카고
- 서바이버
- 유럽
- 코리아나
- 탐 사이먼 리
- 앨버트 해먼드
- 조르조 모로더
- 잭 에프런
- 케빈 토머스 크리스토퍼 우
- 에어 서플라이
- 케빈 킴
- 프랭크 재퍼